# Władisław Nowikow
Władisław Michajłowicz Nowikow, ros. Владислав Михайлович Новиков (ur. 6 września 1971 w Moskwie, Rosyjska FSRR) – rosyjski piłkarz, grający na pozycji pomocnika.

## Kariera piłkarska

### Kariera klubowa
Wychowanek FSzM Moskwa. W 1988 rozpoczął karierę piłkarską w składzie Spartaka Moskwa. W 1991 został piłkarzem Paxtakora Taszkent, skąd latem zaproszony do Tawrii Symferopol. 7 marca 1992 roku debiutował w Wyszczej Lidze w meczu z Torpedem Zaporoże (2:0). Zimą 1993 wyjechał do Niemiec, gdzie występował w trzecioligowym klubie TSG Markkleeberg. We wrześniu 1994 powrócił do Tawrii Symferopol. Latem 1995 opuścił krymski klub, gdzie po jednym rozegranym meczu w koszulce CSKA-Borysfen Kijów, podpisał kontrakt z Kreminem Krzemieńczuk. Podczas przerwy zimowej sezonu 1996/97 przeszedł do Szachtara Donieck. W 1998 zakończył karierę piłkarską, po czym powrócił do Moskwy, gdzie obecnie mieszka.

## Sukcesy i odznaczenia

### Sukcesy klubowe
- mistrz Ukrainy: 1992
- wicemistrz Ukrainy: 1997, 1998
- zdobywca Pucharu Ukrainy: 1997

### Odznaczenia
- tytuł Mistrza Sportu Ukrainy.